# Хрептович, Мартин
Мартин Богданович Хрептович (ум. 1526) — государственный деятель Великого княжества Литовского, конюший великий литовский (1495—1509), ловчий великий литовский (1505—1509), наместник зблянский (1497) и желудокский (1501), подскарбий надворный литовский (1502—1504).

## Биография
Представитель белорусского шляхетского рода Хрептовичей герба «Одровонж». Сын Богдана Хрептовича, родоначальника рода Хрептовичей, брат Ивана Литовора, Фёдора и Василия Хрептовичей.
Вместе со своими братьями Мартин Хрептович был одним из влиятельных сановников Великого княжества Литовского на рубеже XV—XVI веков. В 1495 году Мартин Хрептович упоминается в звании конюшего ВКЛ. В 1502 году получил должность подскарбия надворного литовского, а в 1504 году был назначен ловчим великим литовским.
В 1508 году Мартин Хрептович принимал участие в восстании князей Глинских против великокняжеской власти. После подавления мятежа был лишен всех должностей, имений и заключен в темницу, где пробыл два года. В 1511 году Мартин Хрептович был освобожден из заключения, длительное время не занимал государственных должностей. В 1524 году упоминается в чине конюшего трокского и маршалка господарского.

## Семья
Мартин Хрептович был женат на княжне Анне Глинской, от брака с которой имел двух сыновей: Меркурия (умершего молодым) и Богдана, старосту эйшишского.